# Nomia papuana
Nomia papuana är en biart som beskrevs av Cockerell 1929. Nomia papuana ingår i släktet Nomia och familjen vägbin. Inga underarter finns listade i Catalogue of Life.